# Olearia ramulosa
Olearia ramulosa là một loài thực vật có hoa trong họ Cúc. Loài này được (Labill.) Benth mô tả khoa học đầu tiên năm 1867.